# Gourmet's Diary of a Foodie
Gourmet's Diary of a Foodie est une série documentaire télévisée autour du thème de la gastronomie diffusée chaque semaine depuis 2007 sur la chaîne de télévision publique américaine PBS. L'émission comporte 3 saisons et 53 épisodes.